# Unterer Brunnenturm

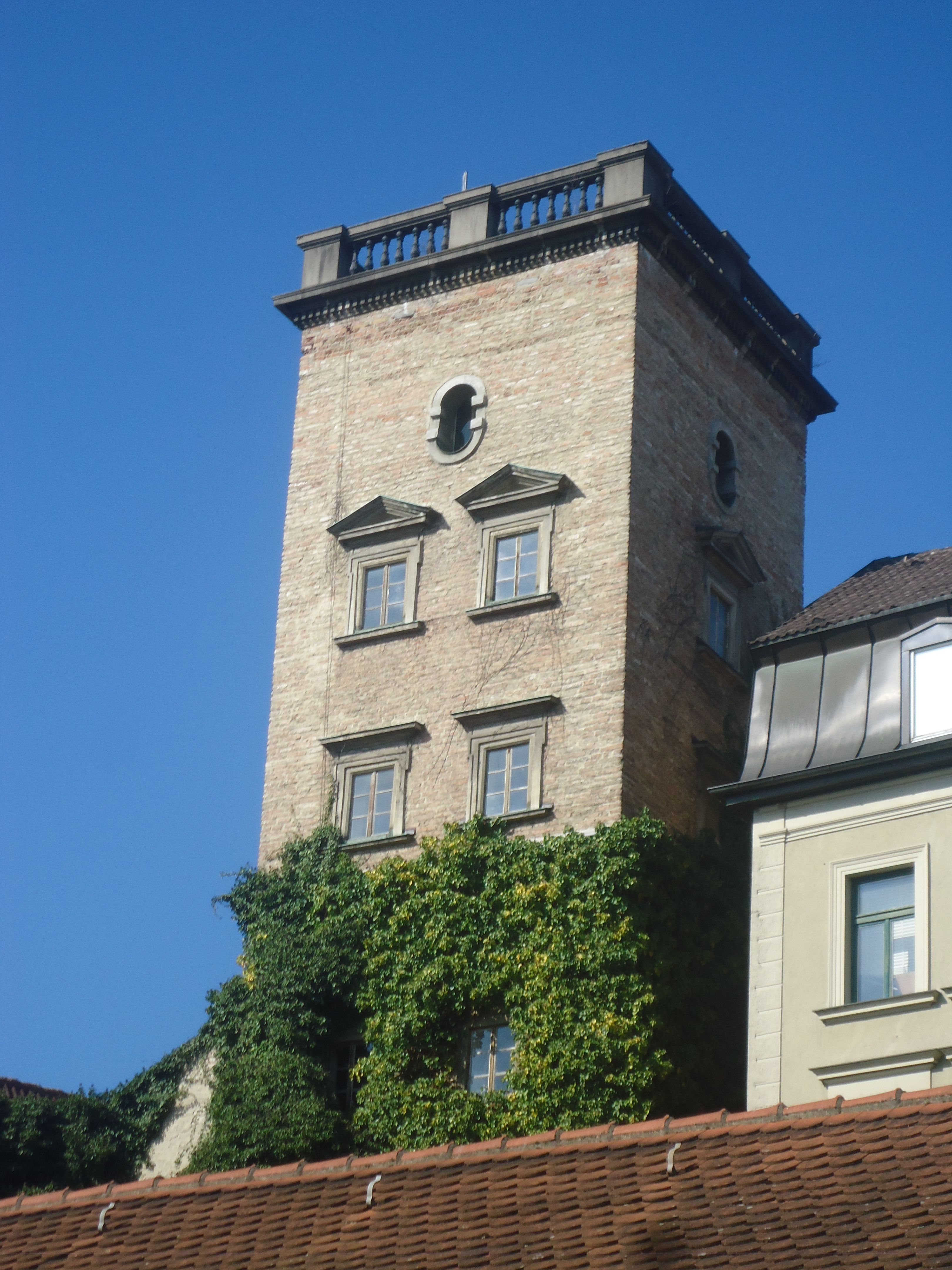
Der Untere Brunnenturm (2014)

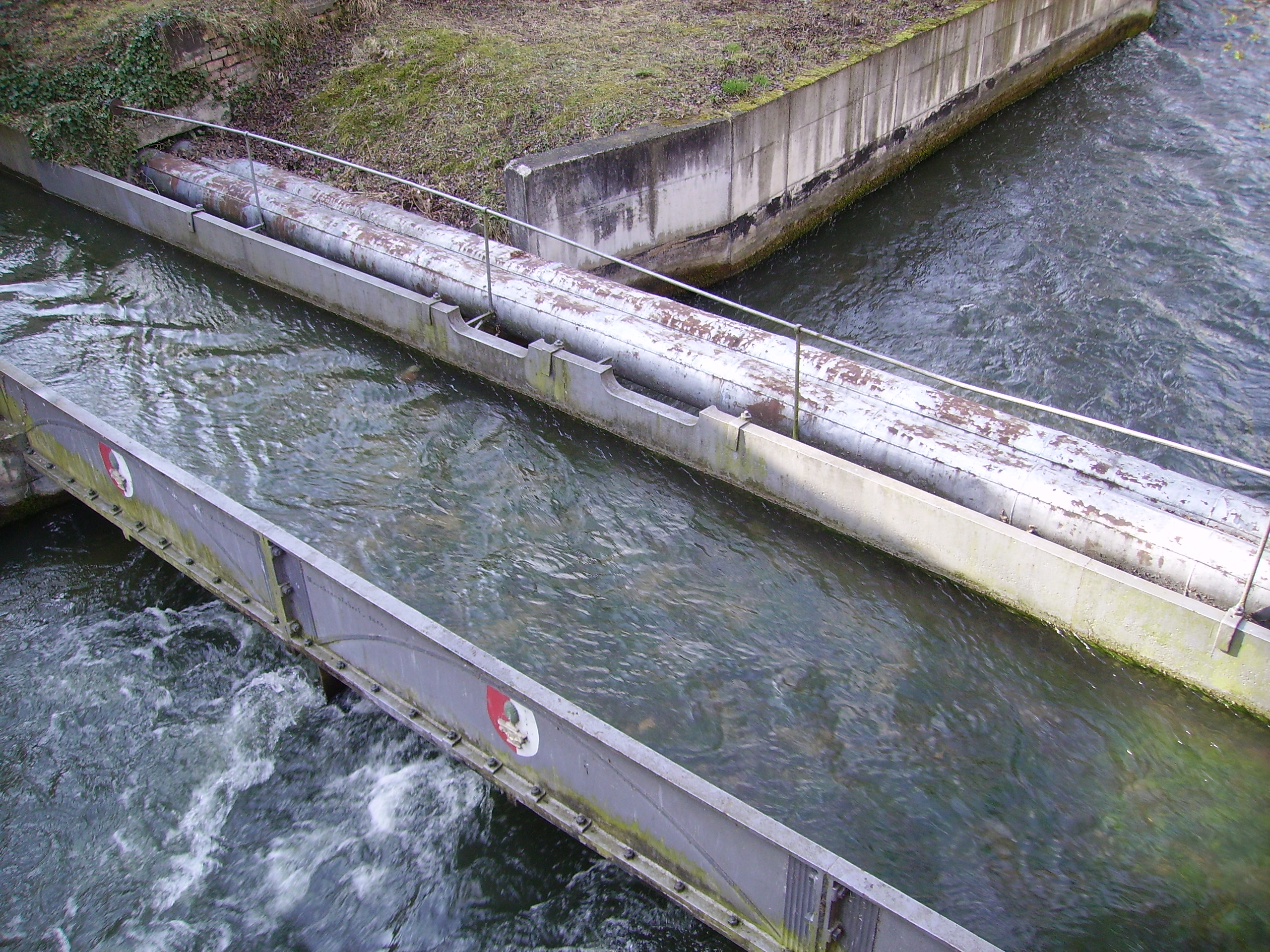
Die Zirbelnuss-Kanal-Brücke von 1848. Oben fließt der Innere Stadtgraben, unten der Stadtbach.

Der Untere Brunnenturm oder Untere Wasserturm ist ein Wasserturm in Augsburg und ein Denkmal von Augsburgs historischer Wasserwirtschaft (als Baudenkmal in Augsburg-Bleich und Pfärrle). Er befindet sich auf der Hangkante des Mauerbergs (Springergäßchen 4) oberhalb seines ehemaligen Pumpenhauses, des heutigen Kinos „Liliom“ (Unterer Graben 1), und wird auch der Turm (bzw. Wasserturm) „auf dem Horn“, „am Mauerberg“ oder „bei den sieben Kindeln“ genannt, nach dem gleichnamigen Haus in der Nähe.
Das Untere Brunnenwerk oder Untere Wasserwerk, das heute ebenfalls denkmalgeschützt ist, war von der ersten Hälfte des 16. Jahrhunderts bis 1879 das zweitgrößte Wasserwerk der Stadt nach dem Wasserwerk am Roten Tor. Sein Wasserturm versorgte die ganze „untere Stadt“, außerdem große Brunnen beim Frauentor und bei St. Stephan, und bis zum Ende seines Betriebs 1879 auch einen Teil der Jakobervorstadt.
Seit 1848 gibt es neben dem Pumpenhaus, nahe dem Haus „bei den sieben Kindeln“, die Zirbelnuss-Kanal-Brücke, eine aus Gusseisen in vier Sektionen gefertigte 12,3 m lange und 2 m breite Kanalbrücke mit einer Wasserkreuzung, wo ein Kanal (heute der Innere Stadtgraben) einen anderen (den Stadtbach) überkreuzt. Diese Wasserkreuzung existiert noch heute, steht auch unter Denkmalschutz und kann vom Fußweg neben dem Kino aus gesehen werden.
Das Untere Wasserwerk wurde als Teil des „Augsburger Wassermanagement-Systems“ am 6. Juli 2019 in die Welterbeliste der UNESCO aufgenommen.

## Geschichte

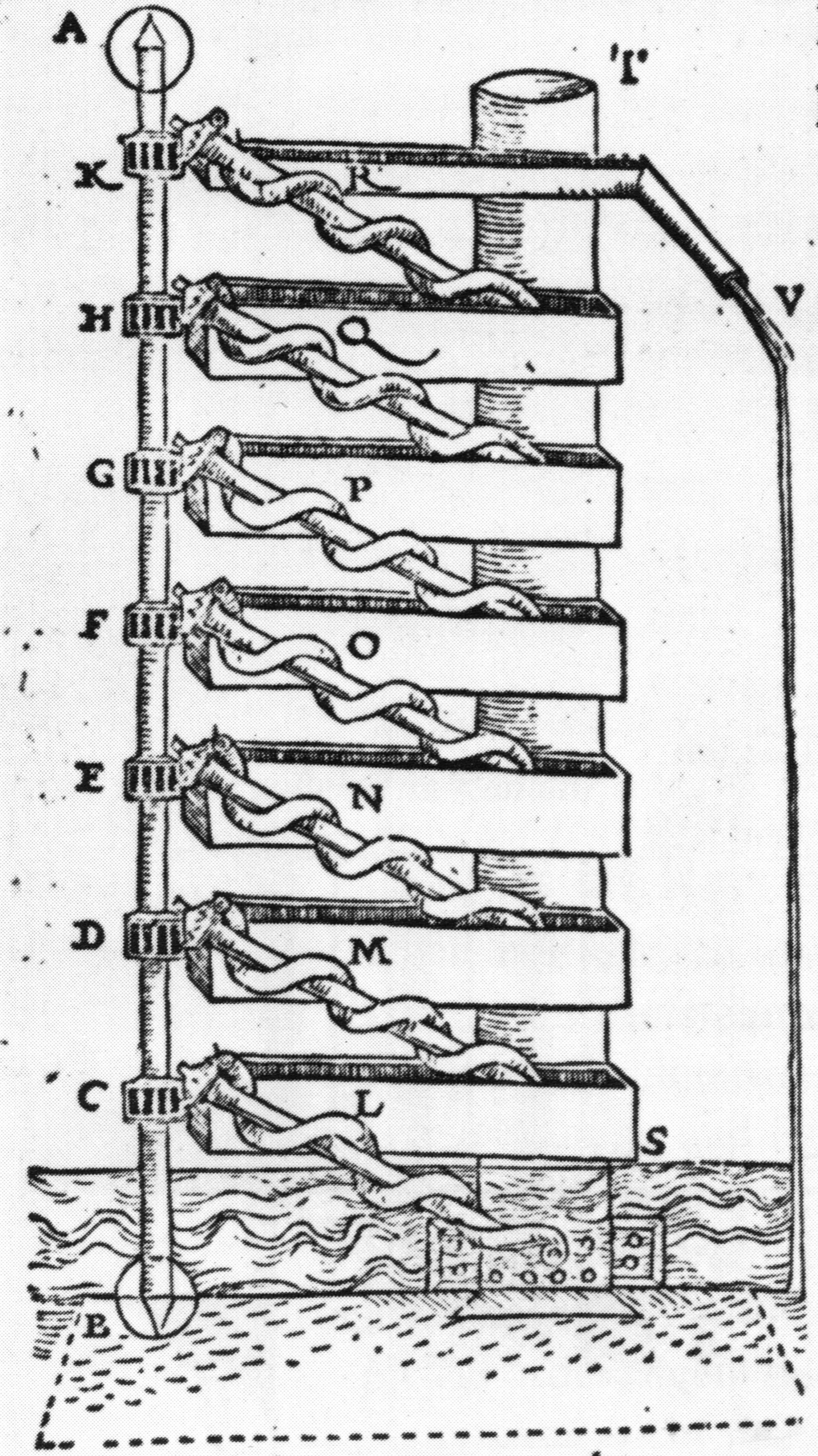
Die Machina Augustana mit sieben archimedischen Schrauben übereinander.

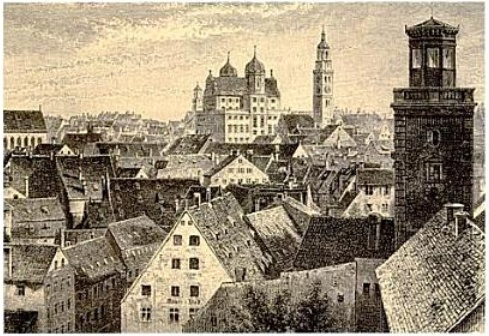
Der Untere Brunnenturm 1886

Der Untere Brunnenturm entstand, ähnlich wie der Kastenturm, auf den Grundmauern eines alten Wehrturmes aus dem ausgehenden Mittelalter an der Augsburger Stadtmauer. Der Turm hat einen rechteckigen Querschnitt und wurde im Laufe der Geschichte immer wieder höher aufgestockt.

### Baujahr
Der Wasserturm soll 1450 erbaut worden sein, wobei dieses Datum nicht ganz gesichert ist. In einer zweifelsfreien schriftlichen Quelle aus dem Jahr 1502 ist er als Wasserturm erwähnt.

### 16. Jahrhundert
Im Jahr 1538 wurde der Untere Brunnenturm verbessert und erhöht, und zu seinen Füßen wurde ein eigenes Pumpenhaus erbaut. Dieses trieb nun eine Maschinerie von sieben archimedischen Schrauben an, die vertikalen übereinander angeordnet von einer gemeinsamen senkrechten Welle über hölzerne Zahnradgetriebe bewegt wurden. Diese Machina Augustana wurde 1554 vom Mailänder Gelehrten Hieronymus Cardanus detailliert beschrieben. Zum Antrieb der Maschine diente das Wasser des Stadtbachs, während das über die Schrauben hochbeförderte Wasser das des Brunnenbachs war.

### 17. und 18. Jahrhundert
Um das Jahr 1684 wurde der Wasserturm um drei weitere Geschosse auf das Doppelte seiner Höhe aufgestockt. Zu dieser Zeit war die Machina Augustana bereits durch wasserradbetriebene Kurbelpumpwerke ersetzt. 1737 erhöhte der Obmann des Unteren Wasserwerks Caspar Walter die Zahl der Kurbelpumpwerke von drei auf vier. Nachdem er bei diesem Wasserwerk seine Fähigkeiten bewiesen hatte, wurde er später Stadtbrunnenmeister Augsburgs.

### 19. Jahrhundert
1821 wurde die Pumpmaschine erneut durch eine modernere ersetzt. Hierfür beauftragte man den bayerischen Ingenieur Georg von Reichenbach, einen der bedeutendsten Mechaniker seiner Zeit. Seine Lösung der Aufgabe, die sogenannte Reichenbach’sche Wassermaschine, die hauptsächlich aus Gusseisen gebaut war, verdoppelte die geförderte Wassermenge. Außerdem konnte die Wasserqualität verbessert werden, indem man statt des Wassers des Brunnenbachs nun Quellen aus der Nähe des Wasserwerks nutzte.
1865 ersetzte man die Reichenbach’sche Wassermaschine durch eine nochmals modernere. Diese wurde von der Maschinenfabrik Augsburg gefertigt, dem Vorläufer der M.A.N. 1870 wurde dem Unteren Wasserturm nochmals ein gusseiserner Pavillon aufgesetzt, um einen noch höheren Leitungsdruck zu erhalten. Dieser existiert heute nicht mehr. Nachdem 1879 die Augsburger Wasserversorgung umgestellt wurde, wurden der Untere Wasserturm und sein Pumpenhaus nicht mehr als solche gebraucht. Die Gebäude wurden zwar nicht abgerissen, aber umgebaut und anderen Nutzungen zugeführt. So beherbergten sie unter anderem eine Feilenhauerei, eine Schleiferei, verschiedene mechanische Werkstätten und eine Maschinenfabrik.

### Heute

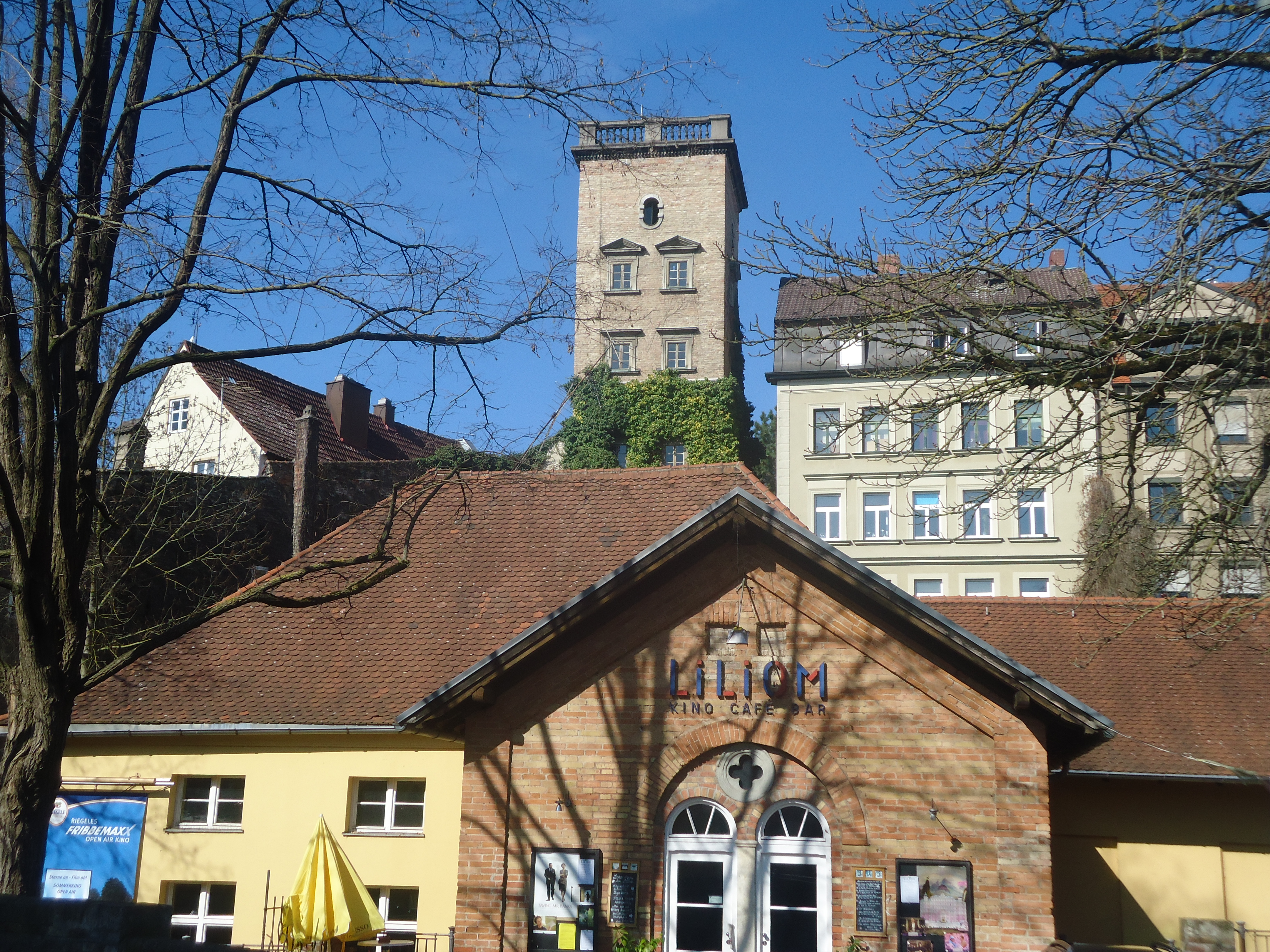
Das Kino „Liliom“, dahinter der Untere Brunnenturm (2014)

Heute ist der Turm privat bewohnt. An ihm ist noch ein Rest der Stadtmauer aus dem 15. Jahrhundert sichtbar. Das ehemalige Pumpenhaus wird seit 1989 als Kino, Bar und Restaurant genutzt. Im Eingangsfoyer des Kinos kann man noch durch einen Glasboden den darunter hindurchfließenden Stadtbach sehen, und im unteren Gastraum befinden sich noch immer die großen Steinblöcke, die einst als Auflager für die Wasserräder dienten.